# جون كونراد بوتشر
جون كونراد بوتشر هو محامي وقاضي وسياسي أمريكي، ولد في 28 ديسمبر 1792 في هاريسبرج في الولايات المتحدة، وتوفي في 13 يناير 1844. نشط حزبياً في ديمقراطية جاكسونية والحزب الديمقراطي. وقد انتخب عضو مجلس النواب الأمريكي ‏.